# John Millington Synge

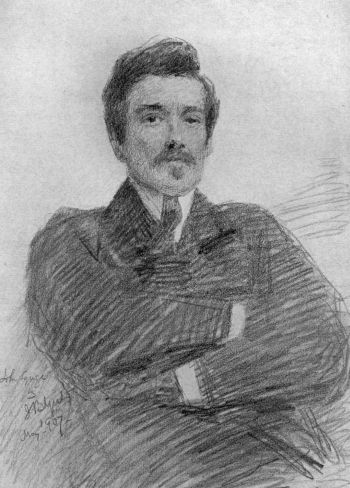
John Millington Synge

John Millington Synge (n. 16 aprilie 1871 - d. 24 martie 1909) a fost un dramaturg irlandez, poet, prozator și culegător de folclor. 
A avut o contribuție fundamentală la renașterea literară irlandeză și s-a numărat printre fondatorii Teatrului Abbie din Dublin. Creația sa este impregnată de un realism aspru, cu sugestii romantice și simbolico-folclorice, străbătută de sarcasm, ironie și lirism, elemente ce concură la zugrăvirea atmosferei ireale a satului irlandez, apăsat de superstiții, conturând totodată destine puternice. Capodopera sa este considerată drama Năzdrăvanul Occidentului.